# リディキュラス・シックス
『リディキュラス・シックス』（The Ridiculous 6）は2015年のアメリカ合衆国のコメディ映画。監督はフランク・コラチ、主演はアダム・サンドラーが務めた。劇場公開はされず、Netflixによって世界各国で配信されている。

## ストーリー
西部開拓時代のアメリカ。トミー・ストックバーンという気性の穏やかな男性がいた。彼はネイティブ・アメリカンの手で育てられ、ナイフの扱いに長けていたことからホワイト・ナイフという愛称で親しまれていた。トミーは同じ集落に住むスモーキング・フォックスと結婚することになっていた。そんなある日、トミーはウィル・パッチ率いるならず者一行の喧嘩に巻き込まれてしまったが、何とかその場から脱出することができた。そのとき、トミーはクレムの左目を潰してしまった。トミーが集落に帰ると、そこにはフランク・ストックバーンと名乗る銀行強盗がいた。フランクは自分こそがトミーの実の父親だと主張した。半信半疑のトミーではあったが、フランクに自分の母親について語り始めた。トミーの母親は彼を学校へ連れて行く途中に謎の男に銃撃され命を落としてしまったのである。トミーは男の顔を覚えていなかったが、手に入れ墨があったことははっきりと記憶していた。トミーはその事件の記憶に未だに苦しめられていた。それを聞いたフランクは「俺は肺病でもうすぐ死ぬだろう。だが、人生の最後に実の息子に再会できて良かった。俺は柳の木の近くにある草むらの中に5万ドルを埋めた。お前の好きに使え。」とトミーに言った。翌日、フランクと因縁があるならず者たちが集落にやって来た。そのリーダーで或るシセロは、フランクに金のありかを教えろと言ってきた。フランクはトミーと集落の安全を引き替えに、ならず者たちを5万ドルのありかに案内することにした。一方のトミーは父親と5万ドルを救い出す方法を模索していた。
5万ドルを取り返すにはそれを盗み出すしかないと考えたトミーは、その計画をすぐさま実行に移そうとした。しかし、部族の長老たちが盗みを良しとしなかったため、トミーは卑劣な人間たち（汚職政治家や差別主義者）から金を盗み出すことにした。旅の途中、トミーは自分に5人の異母兄弟がいることを知った。ロバ乗りのレイモン、疑り深い大酒飲みのダニー、ピアニストのチコ、楽天家のリル・ピート、山男のヘルムの5人であり、彼らはトミーの計画に協力してくれることになった。ダニーとチコが合流したとき、チコの上司で或るスマイリー・ハリスも合流することとなった。ハリスはフランクの強盗団の一員だったが、フランクが金を持ち逃げした際に荒野に置き去りにされて死にかけたのだという。
その頃、クレムはウィル率いるパッチ・ギャングに合流していた。クレムはギャングの掟に従って右目を潰した。そこまでしてギャングに合流したのは、自分の左目を潰したトミーに復讐するためであった。パッチ・ギャングはトミーをおびき出すために、スモーキング・フォックスを人質に取った。クレムが失明していることに気が付いたフォックスは、その隙を突いて脱走しようとしていた。

## キャスト
※括弧内は日本語吹替
- アダム・サンドラー - トミー・ストックバーン（森川智之）
  - ヘンリー・ステックマン - 子供の頃のトミー・ストックバーン
- テリー・クルーズ - チコ・ストックバーン（白熊寛嗣）
- ホルヘ・ガルシア - ヘルム・ストックバーン
- テイラー・ロートナー - リル・ピート・ストックバーン（佐藤せつじ）
- ロブ・シュナイダー - レイモン・ストックバーン（岩崎ひろし）
- ルーク・ウィルソン - ダニー・ストックバーン（加瀬康之）
- ニック・ノルティ - フランク・ストックバーン（浦山迅）
- ウィル・フォーテ - ウィル・パッチ（加瀬康之）
- ニック・スウォードソン - ネリー・パッチ（白熊寛嗣）
- スティーヴ・ザーン - クレム（多田野曜平）
- ジュリア・ジョーンズ（英語版） - スモーキング・フォックス（村中知）
- ラヴェル・クロフォード（英語版） - ガス・パッチ（かぬか光明）
- ジャレッド・サンドラー - ベイビーフェイス・パッチ
- ポール・サド - スタンブルズ・パッチ
- ダニー・トレホ - シセロ（廣田行生）
- ハーヴェイ・カイテル - スマイリー・ハリス（後藤哲夫）
- スティーヴ・ブシェミ - ドク・グリフィン（多田野曜平）
- デヴィッド・スペード - ジョージ・アームストロング・カスター（後藤哲夫）
- ウィットニー・カミングス（英語版） - スザンナ
- ジョン・ロヴィッツ - エゼキエル・グラント（多田野曜平）
- サギノー・グラント - スクリーミング・イーグル（後藤哲夫）
- ノーム・マクドナルド - 情報屋（かぬか光明）
- クリス・パーネル（英語版） - ウィリアム
- ブレイク・シェルトン - ワイアット・アープ（廣田行生）
- ジョン・タトゥーロ - アブナー・ダブルデイ（廣田行生）
- ヴァニラ・アイス - マーク・トウェイン（佐藤せつじ）
- ダン・パトリック（英語版） - エイブラハム・リンカーン（後藤哲夫）
- ティナ・パーカー（英語版） - メアリー・トッド・リンカーン
- クリス・カッテン - ジョン・ウィルクス・ブース（白熊寛嗣）
- レンダ・マーレイ - チコの母親
- ジャッキー・サンドラー - ノーブラの女性

- その他の日本語吹き替え：越後屋コースケ／岡田恵／関雄／丸山有香

日本語版スタッフ：演出：依田孝利、翻訳：緒方真紀、音楽演出：市之瀬洋一、制作：東北新社

## 製作
コロンビア・ピクチャーズ、パラマウント・ピクチャーズ、ワーナー・ブラザース映画が本作の製作に取り組んだが、いずれの会社も途中で企画から手を引くことになった。2015年1月、Netflixが本作の製作を行うと発表し、テイラー・ロートナー、ニック・ノルティ、ブレイク・シェルトン、スティーヴ・ブシェミ、ロブ・シュナイダー、ウィル・フォーテ、ヴァニラ・アイス、ルーク・ウィルソンが新たにキャスト入りした。2月16日、ホルヘ・ガルシアが本作に出演することになったと報じられた。
本作の主要撮影は2015年2月20日に始まり、同年5月2日に終了した。

## 配信
2015年12月11日、Netflixは本作の全世界配信を開始した。2016年1月6日、Netflixは本作の1か月あたりの視聴者数が同社始まって以来の数字を記録し、配信を行っている全ての地域で視聴回数1位となったと発表した。

## 騒動
2015年4月23日、ネイティブ・アメリカン向けのニュースサイトICTMNは「『リディキュラス・シックス』に出演することになっていた12名の俳優とネイティブ・アメリカンの文化を監修する人間が企画から離脱した。同作におけるアパッチ族の描写に抗議してのことであった」と報じた。抗議のために降板したナバホ族のローレン・アンソニーと大学生のアリソン・ヤングは「『リディキュラス・シックス』はネイティブ・アメリカンをネガティブに描写しており、風刺にしても行きすぎている」と批判した。2人は女性の描写にも苦言を呈している。
その後、『デイリーニューズ』は「撮影に参加していた100人以上のネイティブ・アメリカンの俳優たちの中で、降板したのは4人だけだった」と報じた。本作の撮影に参加したネイティブ・アメリカンの俳優、リッキー・リーは「降板した人たちが提起した疑問は妥当なものだが、彼らは戦う場所を間違えている」と述べた。こうした批判に対し、ネットフリックスの広報担当は「タイトルにリディキュラスという言葉を用いたのには理由があります。ウェスタン・フィルムとそれらによって広まったステレオタイプを幅広く風刺するためです。」とコメントしている。

## 評価
本作は批評家から酷評されている。映画批評集積サイトのRotten Tomatoesには34件のレビューがあり、批評家支持率は0%、平均点は10点満点で3.3点となっている。サイト側による批評家の見解の要約は「出演者とコンセプトが示唆するように、ネタが悉く滑っている。『リディキュラス・シックス』はアダム・サンドラーが暴れ回る手抜き芸で、他に見たいものが1本でもある映画ファンなら、見るのを回避すべき作品だ」となっている。また、Metacriticには12件のレビューがあり、加重平均値は18/100となっている。